# パンアメリカン航空301便地上衝突事故
パンアメリカン航空301便地上衝突事故は、1986年11月6日にアメリカ合衆国のタンパ国際空港で発生した航空事故である。
離陸のため誘導路を走行していたパンアメリカン航空301便（ボーイング727-235）に着陸してきた個人所有のパイパー PA-23-150が衝突し、PA-23のパイロットが死亡した。

## 飛行の詳細

### パンアメリカン航空301便
事故機のボーイング727-235（N4743）は1968年に製造され、同年3月20日に初飛行を行っていた。
301便のコックピットには機長、副操縦士、航空機関士が乗務しており、3人とも有効な飛行資格を保有していた。

### パイパー PA-23
事故機のパイパー PA-23-150（N2185P）は1956年11月16日に製造された。直近の検査は1986年5月19日に行われており、この時点での総飛行時間は4,248時間だった。
PA-23を操縦していたのはイースタン航空の機長である56歳の男性だった。機長は自宅からタンパ国際空港への通勤にPA-23を使用していた。事故当日、機長は8時05分発のEA164便に乗務するため、7時20分までに空港にチェックインする必要があった。総飛行時間は約20,000時間で、タンパ国際空港へは過去12ヶ月で33回の着陸経験があった。
EA164便は代わりの機長の到着後、およそ1時間半遅れて離陸した。

## 事故の経緯
事故前日の21時頃、PA-23のパイロットは翌日のタンパ国際空港の天候をフライト・サービス・ステーションに電話して聞いた。この時にパイロットが得た情報では、視程は4.8km程度と予報されていたが、予報は夜半に2度修正され、4時20分の最新の予報では視程は200mとなっていた。しかしPA-23のパイロットは出発前に新しい予報を聞いていなかった。事故当日の6時12分、PA-23はパイン・シャドーズ飛行場を離陸し、タンパ国際空港へ向かった。6時40分、管制官は進入許可を与えた。6時47分、PA-23は進入復航を行い、パイロットは管制官に「もう一度試したい」と告げた。この時点で視程は1,000フィート (300 m)まで低下していた。6時58分、PA-23は2度目の進入を開始した。
7時01分、パンアメリカン航空301便は滑走路35Lへ向けてタキシングを開始した。301便が誘導路W-2を走行中、霧の中からPA-23が真っ正面に現れた。301便の機長はブレーキをかけると共に機体を右に向け、衝突を回避しようとした。PA-23は301便の左前方部に衝突し、機体の下を通り抜けて炎上した。

## 事故調査
| PA-23の最初の進入コース |  | PA-23の2度目の進入コース |
| PA-23の最初の進入コース |  | PA-23の2度目の進入コース |

国家運輸安全委員会（NTSB）が事故調査を行った。最終報告書では、事故原因としてPA-23のパイロットが地上を目視できない状態で着陸を強行した結果、誤って誘導路に着陸し、301便と衝突したと推定された。
PA-23のパイロット、すなわちイースタン航空の機長は1981年に乗務に遅刻し、その便を遅延させたことがあった。そのとき、再発防止のための是正処置を取るようにと勧告されていた。再度遅刻すると懲罰を受けてしまう期間は3年で事故時には期間を過ぎていたが、この事を機長は知らなかった。そのため、機長は遅刻を絶対に出来ないと思い込んでおり、これが着陸を強行させた心理的要因と推定された。
また、事故当時に301便のパイロットは着陸灯を点灯させていなかった。着陸灯を点灯させないことは規則違反ではかったが、PA-23が衝突を回避するのに役立った可能性が指摘された。

## 事故後
空港当局は、301便の機長が一連の回避操作を行ったため、大惨事が避けられた可能性があると述べた。301便の副操縦士は衝突の直前、PA-23が機首をあげ、わずかに左に傾いていたため、回避操作を行っていた可能性があると話した。管制官とパイロットの会話を聞いていた空港職員は、パイロットが「大変だ」と叫んでいたと証言した。また、管制官がPA-23の着陸を認めていなかったとも証言した。これに対してFAAのスポークスマンは着陸の許可は与えられていたと否定した。